# Copa de la Liga de Inglaterra 2012-13
La Copa de la Liga de Inglaterra 2012-13, también conocida como Capital One Cup 2012-13 (antes, Carling Cup) por motivos de patrocinio, fue la 53.ª edición de este torneo. Participaron 92 equipos de las cuatro primeras divisiones inglesas (Premier League, Football League Championship, Football League One y la Football League Two). 
El Swansea City se proclamó campeón por primera vez en su historia al derrotar a Bradford City por 5-0, el 24 de febrero de 2013, en el Estadio de Wembley. De esta manera, obtuvo el derecho de jugar en la Liga Europea de la UEFA 2013-14, partiendo de la tercera ronda.
Bradford City llegó a una final de copa inglesa luego de casi cien años, tras haber perdido ante Newcastle United en 1911 por la FA Cup, además se convirtió en el primer conjunto de cuarta división en llegar a la final de la Copa de la Liga desde Rochdale en 1962. Swansea, de la Premier League, llegó a su primera final en 100 años de historia y se convirtió en el primer equipo galés en conseguirla.

## Primera ronda
En esta etapa participaron todos los equipos que formaban parte de la Championship, League 1 y League 2 (segunda, tercera y cuarta división; respectivamente) con excepción de los dos clubes con mejor posición con respecto a la temporada pasada de la Championship (Bolton y Blackburn Rovers, descendidos de la Premier League). Ambos entrarán en la segunda ronda, junto a trece clubes de la Premier League.
El sorteo para determinar los partidos de la primera ronda se llevó a cabo el 14 de junio de 2012. Los encuentros se disputaron entre el 11 y 14 de agosto de 2012.
| 11 de agosto de 2012 15:00 BST | Rochdale                               | 3 – 4 (t. s.) | Barnsley                                   | Spotland Stadium, Rochdale                             |                                                        |
|                                | Tutte 6' · Kennedy 90+4' (pen.) 105+2' | Reporte       | Stones 45' · Davies 79' · Dagnall 95' 105' | Asistencia: 2.709 espectadores Árbitro(s): Gary Sutton | Asistencia: 2.709 espectadores Árbitro(s): Gary Sutton |

| 11 de agosto de 2012 15:00 BST | Notts County | 0 – 1 (t. s.) | Bradford City | Meadow Lane, Nottingham                                   |                                                           |
|                                |              | Reporte       | Hanson 95'    | Asistencia: 3.460 espectadores Árbitro(s): Darren Deadman | Asistencia: 3.460 espectadores Árbitro(s): Darren Deadman |

| 11 de agosto de 2012 15:00 BST | Hull City                                                          | 1 – 1 (t. s.)(7 – 6 p.)    | Rotherham United                                               | KC Stadium, Kingston upon Hull                              |                                                             |
|                                | McLean 70'                                                         | Reporte                    | Ainsworth 52'                                                  | Asistencia: 6.569 espectadores Árbitro(s): Darren Sheldrake | Asistencia: 6.569 espectadores Árbitro(s): Darren Sheldrake |
|                                |                                                                    | Tiros desde el punto penal |                                                                |                                                             |                                                             |
|                                | Fryatt · Koren · McLean · Proschwitz · Chester · Stewart · Cairney |                            | Noble · Mullins · Agard · Árnason · Pringle · Taylor · Bradley |                                                             |                                                             |

| 11 de agosto de 2012 15:00 BST | Carlisle United | 1 – 0 (t. s.) | Accrington Stanley | Brunton Park, Carlisle                                  |                                                         |
|                                | Robson 39'      | Reporte       |                    | Asistencia: 2.924 espectadores Árbitro(s): Nigel Miller | Asistencia: 2.924 espectadores Árbitro(s): Nigel Miller |

| 11 de agosto de 2012 15:00 BST | Doncaster Rovers                | 1 – 1 (t. s.)(4 – 2 p.)    | York City                           | Keepmoat Stadium, Doncaster                                 |                                                             |
|                                | Brown 74' (pen.)                | Reporte                    | Coulson 65'                         | Asistencia: 4.937 espectadores Árbitro(s): Graham Salisbury | Asistencia: 4.937 espectadores Árbitro(s): Graham Salisbury |
|                                |                                 | Tiros desde el punto penal |                                     |                                                             |                                                             |
|                                | Brown · Woods · Bennett · Blake |                            | Coulson · Challinor · Potts · Blair |                                                             |                                                             |

| 11 de agosto de 2012 15:00 BST | Crewe Alexandra                                     | 5 – 0   | Hartlepool United | Alexandra Stadium, Crewe                                |                                                         |
|                                | Leitch-Smith 7' · Clayton 13' 39' · Pogba 34' 90+1' | Reporte |                   | Asistencia: 2.501 espectadores Árbitro(s): Carl Boyeson | Asistencia: 2.501 espectadores Árbitro(s): Carl Boyeson |

| 11 de agosto de 2012 15:00 BST | Bury       | 1 – 2   | Middlesbrough           | Gigg Lane, Bury                                         |                                                         |
|                                | Hughes 64' | Reporte | Emnes 33' · Ledesma 61' | Asistencia: 2.964 espectadores Árbitro(s): Mick Russell | Asistencia: 2.964 espectadores Árbitro(s): Mick Russell |

| 11 de agosto de 2012 15:00 BST | Sheffield United                                       | 2 – 2 (t. s.)(4 – 5 p.)    | Burton Albion                                       | Bramall Lane, Sheffield                                  |                                                          |
|                                | Blackman 51' · Collins 105'                            | Reporte                    | Yussuf 34' · Taylor 97'                             | Asistencia: 7.073 espectadores Árbitro(s): Trevor Kettle | Asistencia: 7.073 espectadores Árbitro(s): Trevor Kettle |
|                                |                                                        | Tiros desde el punto penal |                                                     |                                                          |                                                          |
|                                | Quinn · Collins · Maguire · McDonald · McMahon · Doyle |                            | Weir · Bell · McCrory · Webster · Richards · Taylor |                                                          |                                                          |

| 11 de agosto de 2012 15:00 BST | Leeds United                                                 | 4 – 0   | Shrewsbury Town | Elland Road, Leeds                                       |                                                          |
|                                | Becchio 20' · Varney 26' · Norris 66' · McCormack 70' (pen.) | Reporte |                 | Asistencia: 18.194 espectadores Árbitro(s): Mark Haywood | Asistencia: 18.194 espectadores Árbitro(s): Mark Haywood |

| 12 de agosto de 2012 15:00 BST | Blackpool    | 1 – 2   | Morecambe                   | Bloomfield Road, Blackpool                             |                                                        |
|                                | Baptiste 77' | Reporte | Alessandra 6' · Fleming 56' | Asistencia: 6.083 espectadores Árbitro(s): Paul Tierny | Asistencia: 6.083 espectadores Árbitro(s): Paul Tierny |

| 13 de agosto de 2012 19:45 BST | Fleetwood Town | 0 – 1   | Nottingham Forest | Highbury Stadium, Fleetwood                               |                                                           |
|                                |                | Reporte | Blackstock 57'    | Asistencia: 3.611 espectadores Árbitro(s): Michael Naylor | Asistencia: 3.611 espectadores Árbitro(s): Michael Naylor |

| 13 de agosto de 2012 19:45 BST | Preston North End   | 2 – 0   | Huddersfield Town | Deepdale, Preston                                    |                                                      |
|                                | King 29' · Wroe 20' | Reporte |                   | Asistencia: 5.500 espectadores Árbitro(s): Rob Lewis | Asistencia: 5.500 espectadores Árbitro(s): Rob Lewis |

| 13 de agosto de 2012 19:45 BST | Oldham Athletic      | 2 – 4   | Sheffield Wednesday                            | Boundary Park, Oldham                                     |                                                           |
|                                | Slew 7' · M'voto 27' | Reporte | J. Johnson 53' · O'Grady 62' 70' · Antonio 87' | Asistencia: 3.474 espectadores Árbitro(s): Eddie Ilderton | Asistencia: 3.474 espectadores Árbitro(s): Eddie Ilderton |

| 14 de agosto de 2012 19:45 BST | Derby County                                                                     | 5 – 5 (t. s.)(6–7 p.)      | Scunthorpe United                                                            | Pride Park Stadium, Derby                               |                                                         |
|                                | Keogh 30' · Buxton 34' 53' · Robinson 40' · Tyson 83'                            | reporte Reporte            | Barcham 52' · Grella 63' · Grant 73' 90+7' (pen.) · Jennings 90+5'           | Asistencia: 4.724 espectadores Árbitro(s): Dean Mohareb | Asistencia: 4.724 espectadores Árbitro(s): Dean Mohareb |
|                                |                                                                                  | Tiros desde el punto penal |                                                                              |                                                         |                                                         |
|                                | Davies · Tyson · Brayford · Keogh · Robinson · Jacobs · Coutts · Buxton · Naylor |                            | Grella · Kennedy · Walker · Duffy · Grant · Newey · Ryan · Mirfin · Jennings |                                                         |                                                         |

| 14 de agosto de 2012 19:45 BST | Port Vale | 1 – 3   | Burnley                              | Vale Park, Stoke-on-Trent                              |                                                        |
|                                | Shuker 9' | Reporte | McCann 11' · Austin 29' · Marney 42' | Asistencia: 4.055 espectadores Árbitro(s): Andy Haines | Asistencia: 4.055 espectadores Árbitro(s): Andy Haines |

| 14 de agosto de 2012 19:45 BST | Chesterfield | 1 – 2 (t. s.) | Tranmere Rovers                     | B2net Stadium, Chesterfield                           |                                                       |
|                                | Lester 109'  | Reporte       | Stockton 90+3' · Bell-Baggie 120+2' | Asistencia: 3.088 espectadores Árbitro(s): David Webb | Asistencia: 3.088 espectadores Árbitro(s): David Webb |

| 11 de agosto de 2012 15:00 BST | Cheltenham Town                  | 1 – 1 (t. s.)(3 – 5 p.)    | Milton Keynes Dons                            | Whaddon Road, Cheltenham                                 |                                                          |
|                                | Mohamed 58'                      | Reporte                    | Bowditch 45+2'                                | Asistencia: 1.660 espectadores Árbitro(s): Steve Rushton | Asistencia: 1.660 espectadores Árbitro(s): Steve Rushton |
|                                |                                  | Tiros desde el punto penal |                                               |                                                          |                                                          |
|                                | Jones · Duffy · Harrad · Mohamed |                            | Bowditch · MacDonald · MacKenzie · Kay · Lowe |                                                          |                                                          |

| 14 de agosto de 2012 19:45 BST | Ipswich Town                             | 3 – 1   | Bristol Rovers | Portman Road, Ipswich                                  |                                                        |
|                                | Scotland 40' · Smith 56' · Cresswell 84' | Reporte | Smith 26'      | Asistencia: 8.645 espectadores Árbitro(s): Fred Graham | Asistencia: 8.645 espectadores Árbitro(s): Fred Graham |

| 14 de agosto de 2012 19:45 BST | Stevenage                                         | 3 – 1   | Wimbledon   | Broadhall Way, Stevenage                                  |                                                           |
|                                | Balkestein 14' (a.g.) · Dunne 38' · Roberts 45+2' | Reporte | Kiernan 41' | Asistencia: 2.018 espectadores Árbitro(s): Stuart Attwell | Asistencia: 2.018 espectadores Árbitro(s): Stuart Attwell |

| 14 de agosto de 2012 19:45 BST | Exeter City | 1 – 2   | Crystal Palace                   | St James' Park, Exeter                                |                                                       |
|                                | O'Flynn 2'  | Reporte | Easter 24' (pen.) · Dikgacoi 43' | Asistencia: 3.650 espectadores Árbitro(s): Phil Gibbs | Asistencia: 3.650 espectadores Árbitro(s): Phil Gibbs |

| 14 de agosto de 2012 19:45 BST | Yeovil Town                     | 3 – 0   | Colchester United | Huish Park, Yeovil                                      |                                                         |
|                                | Hinds 4' (44) · Marsh-Brown 79' | Reporte |                   | Asistencia: 1.907 espectadores Árbitro(s): Simon Hooper | Asistencia: 1.907 espectadores Árbitro(s): Simon Hooper |

| 14 de agosto de 2012 | Birmingham City                                                                  | 5 – 1   | Barnet    | St Andrew's Stadium, Birmingham                        |                                                        |
|                      | King 38' (pen.) · Caldwell 49' · Ambrose 54' · Løvenkrands 90+1' · Elliott 90+4' | Reporte | Nurse 31' | Asistencia: 9.905 espectadores Árbitro(s): Lee Collins | Asistencia: 9.905 espectadores Árbitro(s): Lee Collins |

| 14 de agosto de 2012 19:45 BST | Bristol City  | 1 – 2   | Gillingham                          | Ashton Gate Stadium, Bristol                           |                                                        |
|                                | Elliott 90+5' | Reporte | Kedwell 45+1' (pen.) · Strevens 54' | Asistencia: 4.339 espectadores Árbitro(s): David Coote | Asistencia: 4.339 espectadores Árbitro(s): David Coote |

| 14 de agosto de 2012 19:45 BST | Northampton Town          | 2 – 1   | Cardiff City       | Sixfields Stadium, Northampton                            |                                                           |
|                                | Artell 37' · Nicholls 48' | Reporte | Helguson 4' (pen.) | Asistencia: 2.819 espectadores Árbitro(s): David Phillips | Asistencia: 2.819 espectadores Árbitro(s): David Phillips |

| 14 de agosto de 2012 19:45 BST | Plymouth Argyle                            | 3 – 0   | Portsmouth | Home Park, Plymouth                                       |                                                           |
|                                | Gorman 45' · Cowan-Hall 86' · Chadwick 87' | Reporte |            | Asistencia: 5.318 espectadores Árbitro(s): Brendan Malone | Asistencia: 5.318 espectadores Árbitro(s): Brendan Malone |

| 11 de agosto de 2012 15:00 BST | Wolverhampton Wanderers                                       | 1 – 1 (t. s.)(7 – 6 p.)    | Aldershot Town                                            | Molineux Stadium, Wolverhampton                          |                                                          |
|                                | Ebanks-Blake 53'                                              | Reporte                    | Rankine 62'                                               | Asistencia: 11.555 espectadores Árbitro(s): James Adcock | Asistencia: 11.555 espectadores Árbitro(s): James Adcock |
|                                |                                                               | Tiros desde el punto penal |                                                           |                                                          |                                                          |
|                                | Ebanks-Blake · Hunt · Ward · Johnson · Henry · Nouble · Forde |                            | Payne · Reid · Rankine · Rodman · Herd · Morris · Roberts |                                                          |                                                          |

| 11 de agosto de 2012 15:00 BST | Walsall     | 1 – 0   | Brentford | Bescot Stadium, Walsall                                 |                                                         |
|                                | Hemmings 8' | Reporte |           | Asistencia: 2.248 espectadores Árbitro(s): Andy Woolmer | Asistencia: 2.248 espectadores Árbitro(s): Andy Woolmer |

| 14 de agosto de 2012 19:45 BST | Millwall                    | 2 – 2 (t. s.)(1 – 4 p.)    | Crawley Town                          | The Den, Londres                                           |                                                            |
|                                | Ward 23' · Batt 85'         | Reporte                    | Akpan 16' · Adams 56'                 | Asistencia: 4.050 espectadores Árbitro(s): Dean Whitestone | Asistencia: 4.050 espectadores Árbitro(s): Dean Whitestone |
|                                |                             | Tiros desde el punto penal |                                       |                                                            |                                                            |
|                                | Henderson · Smith · Trotter |                            | Alexander · Bulman · McFadzean · Hunt |                                                            |                                                            |

| 14 de agosto de 2012 19:45 BST | Torquay United | 0 – 4   | Leicester City                                  | Plainmoor, Torquay                                         |                                                            |
|                                |                | Reporte | Dyer 21' · Marshall 36' · James 50' · Vardy 77' | Asistencia: 3.367 espectadores Árbitro(s): Oliver Langford | Asistencia: 3.367 espectadores Árbitro(s): Oliver Langford |

| 14 de agosto de 2012 19:45 BST | Dagenham & Redbridge | 0 – 1   | Coventry City      | Victoria Road, Londres                                     |                                                            |
|                                |                      | Reporte | Kilbane 90' (pen.) | Asistencia: 1.904 espectadores Árbitro(s): Iain Williamson | Asistencia: 1.904 espectadores Árbitro(s): Iain Williamson |

| 14 de agosto de 2012 19:45 BST | Peterborough United                             | 4 – 0   | Southend United | London Road Stadium, Peterborough                     |                                                       |
|                                | Tomlin 12' · Taylor 28' · Newell 29' · Boyd 58' | Reporte |                 | Asistencia: 3.225 espectadores Árbitro(s): Mark Brown | Asistencia: 3.225 espectadores Árbitro(s): Mark Brown |

| 14 de agosto de 2012 19:45 BST | Swindon Town                  | 3 – 0   | Brighton & Hove Albion | County Ground, Swindon                                 |                                                        |
|                                | Benson 53' · Navarro 64', 75' | Reporte |                        | Asistencia: 5.737 espectadores Árbitro(s): Andy D'Urso | Asistencia: 5.737 espectadores Árbitro(s): Andy D'Urso |

| 11 de agosto de 2012 15:00 BST | Watford      | 1 – 0 (t. s.) | Wycombe Wanderers | Vicarage Road, Watford                                |                                                       |
|                                | Iwelumo 109' | Reporte       |                   | Asistencia: 5.343 espectadores Árbitro(s): Carl Berry | Asistencia: 5.343 espectadores Árbitro(s): Carl Berry |

| 14 de agosto de 2012 19:45 BST | Charlton Athletic                                      | 1 – 1 (t. s.)(3 – 4 p.)    | Leyton Orient                            | The Valley, Londres                                   |                                                       |
|                                | Wagstaff 28'                                           | Reporte                    | Baudry 45+1'                             | Asistencia: 5.914 espectadores Árbitro(s): Gavin Ward | Asistencia: 5.914 espectadores Árbitro(s): Gavin Ward |
|                                |                                                        | Tiros desde el punto penal |                                          |                                                       |                                                       |
|                                | Jackson · Wilson · Green · Wright-Phillips · Pritchard |                            | Symes · Sawyer · Chorley · James · Brunt |                                                       |                                                       |

| 14 de agosto de 2012 19:45 BST | Oxford United                              | 0 – 0 (t. s.)(5 – 3 p.)    | Bournemouth                            | Kassam Stadium, Oxford                                     |                                                            |
|                                |                                            | Reporte                    |                                        | Asistencia: 3.788 espectadores Árbitro(s): Darren Drysdale | Asistencia: 3.788 espectadores Árbitro(s): Darren Drysdale |
|                                |                                            | Tiros desde el punto penal |                                        |                                                            |                                                            |
|                                | Craddock · Smalley · Rigg · Chapman · Batt |                            | Daniels · McDermott · Clarke · Grabban |                                                            |                                                            |

## Segunda ronda
El 15 de agosto de 2012 se llevó a cabo el sorteo de la segunda ronda, después del término de la primera ronda. Entraron a esta etapa los ganadores de sus respectivos partidos en la primera ronda más todos los clubes de la Premier League excepto aquellos que compiten en Liga de Campeones y Liga Europea. En esta ronda también ingresaron los dos clubes de más alta posición en la segunda división, con respecto a la temporada pasada: Blackburn Rovers y Bolton Wanderers (descendidos de la Premier League).
Los partidos se jugaron entre el 28 y el 30 de agosto.
| 28 de agosto de 2012 19:45 BST | Preston North End                      | 4 – 1   | Crystal Palace | Deepdale, Preston                                         |                                                           |
|                                | Wroe 2' 63' · Sodje 18' · Monakana 41' | Reporte | Wilbraham 37'  | Asistencia: 5.194 espectadores Árbitro(s): Eddie Ilderton | Asistencia: 5.194 espectadores Árbitro(s): Eddie Ilderton |

| 28 de agosto de 2012 19:45 BST | Watford  | 1 – 2   | Bradford City             | Vicarage Road, Watford                                           |                                                                  |
|                                | Anya 71' | Reporte | Reid 84' · Thompson 90+4' | Asistencia: 5.560 espectadores Árbitro(s): Christopher Sarginson | Asistencia: 5.560 espectadores Árbitro(s): Christopher Sarginson |

| 28 de agosto de 2012 19:45 BST | Swansea City               | 3 – 1   | Barnsley    | Liberty Stadium, Swansea                                |                                                         |
|                                | Graham 24' · Moore 59' 88' | Reporte | Hassell 69' | Asistencia: 9.025 espectadores Árbitro(s): Simon Hooper | Asistencia: 9.025 espectadores Árbitro(s): Simon Hooper |

| 28 de agosto de 2012 19:45 BST | Yeovil Town  | 2 – 4   | West Bromwich Albion                         | Huish Park, Yeovil                                          |                                                             |
|                                | Reid 15' 48' | Reporte | Brunt 39' · Long 45+1' 81' · El Ghanassy 73' | Asistencia: 6.228 espectadores Árbitro(s): Darren Sheldrake | Asistencia: 6.228 espectadores Árbitro(s): Darren Sheldrake |

| 28 de agosto de 2012 19:45 BST | Coventry City                          | 3 – 2 (t. s.) | Birmingham City              | Ricoh Arena, Coventry                                       |                                                             |
|                                | McDonald 20' · Kilbane 22' · Baker 97' | Reporte       | Løvenkrands 4' · Spector 44' | Asistencia: 10.859 espectadores Árbitro(s): Dean Whitestone | Asistencia: 10.859 espectadores Árbitro(s): Dean Whitestone |

| 28 de agosto de 2012 19:45 BST | West Ham United         | 2 – 0   | Crewe Alexandra | Upton Park, Londres                                     |                                                         |
|                                | Maynard 34' · Maïga 55' | Reporte |                 | Asistencia: 18.053 espectadores Árbitro(s): Fred Graham | Asistencia: 18.053 espectadores Árbitro(s): Fred Graham |

| 28 de agosto de 2012 19:45 BST | Doncaster Rovers            | 3 – 2   | Hull City               | Keepmoat Stadium, Doncaster                               |                                                           |
|                                | Syers 30' 90+2' · Jones 57' | Reporte | McLean 1' · Simpson 10' | Asistencia: 4.703 espectadores Árbitro(s): Steven Rushton | Asistencia: 4.703 espectadores Árbitro(s): Steven Rushton |

| 28 de agosto de 2012 19:45 BST | Carlisle United          | 2 – 1 (t. s.) | Ipswich Town | Brunton Park, Carlisle                                     |                                                            |
|                                | Beck 90' · Symington 99' | Reporte       | Luongo 23'   | Asistencia: 3.296 espectadores Árbitro(s): Scott Mathieson | Asistencia: 3.296 espectadores Árbitro(s): Scott Mathieson |

| 28 de agosto de 2012 20:00 BST | Reading                                                  | 3 – 2   | Peterborough United     | Madejski Stadium, Reading                              |                                                        |
|                                | Pogrebnyak 16' · Gunter 19' · Knight-Percival 38' (a.g.) | Reporte | Taylor 12' · Tomlin 17' | Asistencia: 7.262 espectadores Árbitro(s): Andy D'Urso | Asistencia: 7.262 espectadores Árbitro(s): Andy D'Urso |

| 28 de agosto de 2012 19:45 BST | Sheffield Wednesday | 1 – 0   | Fulham | Hillsborough Stadium, Sheffield                          |                                                          |
|                                | Madine 50' (pen.)   | Reporte |        | Asistencia: 14.177 espectadores Árbitro(s): Paul Tierney | Asistencia: 14.177 espectadores Árbitro(s): Paul Tierney |

| 28 de agosto de 2012 19:45 BST | Leicester City             | 2 – 4   | Burton Albion                                           | King Power Stadium, Leicester                              |                                                            |
|                                | Knockaert 60' · Futács 87' | Reporte | Palmer 20' · Taylor 53' · Weir 64' (pen.) · Maghoma 68' | Asistencia: 8.560 espectadores Árbitro(s): Darren Drysdale | Asistencia: 8.560 espectadores Árbitro(s): Darren Drysdale |

| 28 de agosto de 2012 19:45 BST | Burnley                                      | 1 – 1 (t. s.)(3 – 2 p.)    | Plymouth Argyle                                     | Turf Moor, Burnley                                       |                                                          |
|                                | Austin 37'                                   | Reporte                    | Williams 90' (pen.)                                 | Asistencia: 4.119 espectadores Árbitro(s): Andrew Madley | Asistencia: 4.119 espectadores Árbitro(s): Andrew Madley |
|                                |                                              | Tiros desde el punto penal |                                                     |                                                          |                                                          |
|                                | Wallace · Vokes · Stanislas · Hewitt · Stock |                            | Williams · Young · Lecointe · Hourihane · Blanchard |                                                          |                                                          |

| 28 de agosto de 2012 19:45 BST | Queens Park Rangers                             | 3 – 0   | Walsall | Loftus Road, Londres                                      |                                                           |
|                                | Wright-Phillips 29' · Zamora 66' · Bosingwa 84' | Reporte |         | Asistencia: 6.129 espectadores Árbitro(s): Michael Naylor | Asistencia: 6.129 espectadores Árbitro(s): Michael Naylor |

| 28 de agosto de 2012 19:45 BST | Stevenage         | 1 – 4   | Southampton                                       | Broadhall Way, Stevenage                                   |                                                            |
|                                | Thalassitis 90+2' | Reporte | Lee 53' · Sharp 74' · Puncheon 76' · Reeves 90+3' | Asistencia: 3.062 espectadores Árbitro(s): Oliver Langford | Asistencia: 3.062 espectadores Árbitro(s): Oliver Langford |

| 28 de agosto de 2012 19:45 BST | Nottingham Forest | 1 – 4   | Wigan Athletic                                         | City Ground, Nottingham                                     |                                                             |
|                                | Cox 47'           | Reporte | Boselli 25' · Figueroa 35' · Gómez 44' · McManaman 90' | Asistencia: 7.545 espectadores Árbitro(s): Geoff Eltringham | Asistencia: 7.545 espectadores Árbitro(s): Geoff Eltringham |

| 28 de agosto de 2012 19:45 BST | Stoke City                            | 3 – 4 (t. s.) | Swindon Town                        | Britannia Stadium, Stoke-on-Trent                       |                                                         |
|                                | Jones 63' · Walters 86' · Crouch 111' | Reporte       | Collins 27' 41' 119' · Flint 105+4' | Asistencia: 9.147 espectadores Árbitro(s): Nigel Miller | Asistencia: 9.147 espectadores Árbitro(s): Nigel Miller |

| 28 de agosto de 2012 19:45 BST | Aston Villa                     | 3 – 0   | Tranmere Rovers | Villa Park, Birmingham                                   |                                                          |
|                                | Delph 38' · Herd 66' · Bent 81' | Reporte |                 | Asistencia: 15.319 espectadores Árbitro(s): James Adcock | Asistencia: 15.319 espectadores Árbitro(s): James Adcock |

| 28 de agosto de 2012 19:45 BST | Crawley Town             | 2 – 1   | Bolton Wanderers | Broadfield Stadium, Crawley                             |                                                         |
|                                | Clarke 81' · Ajose 90+2' | Reporte | Afobe 21'        | Asistencia: 2.678 espectadores Árbitro(s): Graham Scott | Asistencia: 2.678 espectadores Árbitro(s): Graham Scott |

| 28 de agosto de 2012 19:45 BST | Gillingham | 0 – 2   | Middlesbrough          | Priestfield Stadium, Gillingham                       |                                                       |
|                                |            | Reporte | Carayol 23' · Park 90' | Asistencia: 5.146 espectadores Árbitro(s): Gavin Ward | Asistencia: 5.146 espectadores Árbitro(s): Gavin Ward |

| 30 de agosto de 2012 19:45 BST | Northampton Town | 1 – 3   | Wolverhampton Wanderers               | Sixfields Stadium, Northampton                            |                                                           |
|                                | Platt 40'        | Reporte | Batth 16' · Nouble 45+1' · Sako 90+1' | Asistencia: 3.758 espectadores Árbitro(s): Darren Deadman | Asistencia: 3.758 espectadores Árbitro(s): Darren Deadman |

| 29 de agosto de 2012 19:45 BST | Everton                                                 | 5 – 0   | Leyton Orient | Goodison Park, Liverpool                               |                                                        |
|                                | Mirallas 16' 29' · Osman 22' · Anichebe 35' · Gueye 67' | Reporte |               | Asistencia: 24.124 espectadores Árbitro(s): Roger East | Asistencia: 24.124 espectadores Árbitro(s): Roger East |

| 28 de agosto de 2012 19:45 BST | Milton Keynes Dons | 2 – 1   | Blackburn Rovers | Stadium MK, Milton Keynes                               |                                                         |
|                                | Chadwick 52', 68'  | Reporte | Goodwillie 83'   | Asistencia: 5.873 espectadores Árbitro(s): Mick Russell | Asistencia: 5.873 espectadores Árbitro(s): Mick Russell |

| 28 de agosto de 2012 19:45 BST | Leeds United                      | 3 – 0   | Oxford United | Elland Road, Leeds                                      |                                                         |
|                                | Austin 26' · Byram 34' · Lees 74' | Reporte |               | Asistencia: 13.713 espectadores Árbitro(s): Gary Sutton | Asistencia: 13.713 espectadores Árbitro(s): Gary Sutton |

| 28 de agosto de 2012 19:45 BST | Sunderland      | 2 – 0   | Morecambe | Stadium of Light, Sunderland                              |                                                           |
|                                | McClean 24' 65' | Reporte |           | Asistencia: 22.871 espectadores Árbitro(s): Robert Madley | Asistencia: 22.871 espectadores Árbitro(s): Robert Madley |

| 28 de agosto de 2012 19:45 BST | Norwich City                     | 2 – 1   | Scunthorpe United | Carrow Road, Norwich                                  |                                                       |
|                                | Lappin 32' · Hoolahan 56' (pen.) | Reporte | Duffy 34'         | Asistencia: 13.116 espectadores Árbitro(s): Chris Foy | Asistencia: 13.116 espectadores Árbitro(s): Chris Foy |

## Tercera ronda
Las llaves se sortearon el 30 de agosto de 2012, luego del encuentro entre Northampton Town y Wolverhampton Wanderers. Los siete conjuntos ingleses que disputan competiciones europeas (Arsenal, Chelsea, Liverpool, Manchester City, Manchester United, Newcastle United y Tottenham Hotspur) entran en esta etapa para competir con los ganadores de los cotejos correspondientes a la segunda rueda.
Los partidos se jugaron en la semana del 24 de septiembre de 2012.
| 25 de septiembre de 2012 19:45 BST | Swindon Town                                       | 3 – 1   | Burnley    | County Ground, Swindon                            |                                                   |
|                                    | Benson 19' · Williams 42' · Archibald-Henville 83' | Reporte | Austin 74' | Asistencia: 7.353 espectadores Árbitro(s): Adcock | Asistencia: 7.353 espectadores Árbitro(s): Adcock |

| 25 de septiembre de 2012 19:45 BST | West Ham United | 1 – 4   | Wigan Athletic                                 | Upton Park, Londres                                |                                                    |
|                                    | Maiga 7'        | Reporte | Boselli 14' 41' · Ramis 38' · Gómez 84' (pen.) | Asistencia: 25.934 espectadores Árbitro(s): Pawson | Asistencia: 25.934 espectadores Árbitro(s): Pawson |

| 25 de septiembre de 2012 19:45 BST | Leeds United          | 2 – 1   | Everton    | Elland Road, Leeds                                |                                                   |
|                                    | White 4' · Austin 70' | Reporte | Distin 81' | Asistencia: Mason espectadores Árbitro(s): 21.164 | Asistencia: Mason espectadores Árbitro(s): 21.164 |

| 25 de septiembre de 2012 19:45 BST | Preston North End | 1 – 3   | Middlesbrough                             | Deepdale, Preston                                 |                                                   |
|                                    | King 40'          | Reporte | Ledesma 13' · Zemmama 18' · Smallwood 61' | Asistencia: 4.959 espectadores Árbitro(s): Stroud | Asistencia: 4.959 espectadores Árbitro(s): Stroud |

| 25 de septiembre de 2012 | Southampton              | 2 – 0   | Sheffield Wednesday | St Mary's Stadium, Southampton                    |                                                   |
|                          | Rodriguez 30' 78' (pen.) | Reporte |                     | Asistencia: 9.890 espectadores Árbitro(s): Halsey | Asistencia: 9.890 espectadores Árbitro(s): Halsey |

| 25 de septiembre de 2012 19:45 BST | Chelsea                                                                        | 6 – 0   | Wolverhampton Wanderers | Stamford Bridge, Londres                              |                                                       |
|                                    | Cahill 4' · Bertrand 8' · Mata 17' · Romeu 53' (pen.) · Torres 58' · Moses 71' | Reporte |                         | Asistencia: 32.569 espectadores Árbitro(s): Swarbrick | Asistencia: 32.569 espectadores Árbitro(s): Swarbrick |

| 25 de septiembre de 2012 | Crawley Town            | 2 – 3   | Swansea City                      | Broadfield Stadium, Crawley                              |                                                          |
|                          | Simpson 45' · Akpan 62' | Reporte | Michu 27' · Graham 74' · Monk 90' | Asistencia: 3.963 espectadores Árbitro(s): Robert Madley | Asistencia: 3.963 espectadores Árbitro(s): Robert Madley |

| 25 de septiembre de 2012 19:45 BST | Bradford City              | 3 – 2 (t. s.) | Burton Albion         | Valley Parade, Bradford                           |                                                   |
|                                    | Wells 83' 90' · Darby 115' | Reporte       | Kee 18' · Webster 29' | Asistencia: 4.178 espectadores Árbitro(s): Miller | Asistencia: 4.178 espectadores Árbitro(s): Miller |

| 25 de septiembre de 2012 19:45 BST | Manchester City             | 2 – 4 (t. s.) | Aston Villa                                           | Etihad Stadium, Mánchester                            |                                                       |
|                                    | Balotelli 27' · Kolarov 70' | Reporte       | Barry 59' (a.g.) · Agbonlahor 70' 113' · N'Zogbia 96' | Asistencia: 28.015 espectadores Árbitro(s): Phil Dowd | Asistencia: 28.015 espectadores Árbitro(s): Phil Dowd |

| 25 de septiembre de 2012 19:45 BST | Milton Keynes Dons | 0 – 2   | Sunderland                | Stadium MK, Milton Keynes                           |                                                     |
|                                    |                    | Reporte | Gardner 54' · McClean 82' | Asistencia: 10.489 espectadores Árbitro(s): Attwell | Asistencia: 10.489 espectadores Árbitro(s): Attwell |

| 26 de septiembre de 2012 19:45 BST | Manchester United            | 2 – 1   | Newcastle United | Old Trafford, Mánchester                              |                                                       |
|                                    | Anderson 44' · Cleverley 58' | Reporte | Cissé 62'        | Asistencia: 46.358 espectadores Árbitro(s): A. Taylor | Asistencia: 46.358 espectadores Árbitro(s): A. Taylor |

| 26 de septiembre de 2012 19:45 BST | Queens Park Rangers     | 2 – 3   | Reading                                  | Loftus Road, Londres                             |                                                  |
|                                    | Hoilett 14' · Cissé 71' | Reporte | Gorkšs 16' · Shorey 76' · Pogrebnyak 81' | Asistencia: 11.562 espectadores Árbitro(s): East | Asistencia: 11.562 espectadores Árbitro(s): East |

| 26 de septiembre de 2012 19:45 BST | Norwich City | 1 – 0   | Doncaster Rovers | Carrow Road, Norwich                                |                                                     |
|                                    | Tettey 26'   | Reporte |                  | Asistencia: 13.902 espectadores Árbitro(s): Deadman | Asistencia: 13.902 espectadores Árbitro(s): Deadman |

| 26 de septiembre de 2012 19:45 BST | Carlisle United | 0 – 3   | Tottenham Hotspur                              | Brunton Park, Carlisle                             |                                                    |
|                                    |                 | Reporte | Vertonghen 37' · Townsend 53' · Sigurðsson 89' | Asistencia: 12.625 espectadores Árbitro(s): Friend | Asistencia: 12.625 espectadores Árbitro(s): Friend |

| 26 de septiembre de 2012 19:45 BST | Arsenal                                                                           | 6 – 1   | Coventry City | Emirates Stadium, Londres                         |                                                   |
|                                    | Giroud 39' · Oxlade-Chamberlain 57' · Arshavin 63' · Walcott 74' 90' · Miquel 80' | Reporte | Ball 78'      | Asistencia: 58.351 espectadores Árbitro(s): Jones | Asistencia: 58.351 espectadores Árbitro(s): Jones |

| 26 de septiembre de 2012 20:00 BST | West Bromwich Albion | 1 – 2   | Liverpool     | The Hawthorns, West Bromwich                       |                                                    |
|                                    | Tamaş 3'             | Reporte | Şahin 17' 82' | Asistencia: 21.164 espectadores Árbitro(s): Oliver | Asistencia: 21.164 espectadores Árbitro(s): Oliver |

## Fase final
|  | Octavos de final     | Octavos de final |       |                      | Cuartos de final | Cuartos de final |  |               | Semifinales | Semifinales | Semifinales | Semifinales |  |              | Final | Final |
|  |                      |                  |       |                      |                  |                  |  |               |             |             |             |             |  |              |       |       |
|  | Leeds United         | 3                |       |                      |                  |                  |  |               |             |             |             |             |  |              |       |       |
|  | Southampton          | 0                |       |                      |                  |                  |  |               |             |             |             |             |  |              |       |       |
|  | Southampton          | 0                |       | Leeds United         | 1                |                  |  |               |             |             |             |             |  |              |       |       |
|  |                      |                  |       | Leeds United         | 1                |                  |  |               |             |             |             |             |  |              |       |       |
|  |                      | Chelsea          | 5     |                      |                  |                  |  |               |             |             |             |             |  |              |       |       |
|  | Chelsea (pró.)       | Chelsea          | 5     | 5                    |                  |                  |  |               |             |             |             |             |  |              |       |       |
|  | Chelsea (pró.)       |                  |       | 5                    |                  |                  |  |               |             |             |             |             |  |              |       |       |
|  | Manchester United    | 4                |       |                      |                  |                  |  |               |             |             |             |             |  |              |       |       |
|  | Manchester United    | 4                |       |                      |                  |                  |  | Chelsea       | 0           | 0           | 0           |             |  |              |       |       |
|  |                      |                  |       |                      |                  |                  |  | Chelsea       | 0           | 0           | 0           |             |  |              |       |       |
|  |                      | Swansea City     | 2     | 0                    | 2                |                  |  |               |             |             |             |             |  |              |       |       |
|  | Liverpool            | Swansea City     | 2     | 0                    | 2                | 1                |  |               |             |             |             |             |  |              |       |       |
|  | Liverpool            |                  |       |                      |                  | 1                |  |               |             |             |             |             |  |              |       |       |
|  | Swansea City         | 3                |       |                      |                  |                  |  |               |             |             |             |             |  |              |       |       |
|  | Swansea City         | 3                |       | Swansea City         | 1                |                  |  |               |             |             |             |             |  |              |       |       |
|  |                      |                  |       | Swansea City         | 1                |                  |  |               |             |             |             |             |  |              |       |       |
|  |                      | Middlesbrough    | 0     |                      |                  |                  |  |               |             |             |             |             |  |              |       |       |
|  | Sunderland           | Middlesbrough    | 0     | 0                    |                  |                  |  |               |             |             |             |             |  |              |       |       |
|  | Sunderland           |                  |       | 0                    |                  |                  |  |               |             |             |             |             |  |              |       |       |
|  | Middlesbrough        | 1                |       |                      |                  |                  |  |               |             |             |             |             |  |              |       |       |
|  | Middlesbrough        | 1                |       |                      |                  |                  |  |               |             |             |             |             |  | Swansea City | 5     |       |
|  |                      |                  |       |                      |                  |                  |  |               |             |             |             |             |  | Swansea City | 5     |       |
|  |                      | Bradford City    | 0     |                      |                  |                  |  |               |             |             |             |             |  |              |       |       |
|  | Wigan Athletic       | Bradford City    | 0     | 0 (2)                |                  |                  |  |               |             |             |             |             |  |              |       |       |
|  | Wigan Athletic       |                  |       | 0 (2)                |                  |                  |  |               |             |             |             |             |  |              |       |       |
|  | Bradford City (pen.) | 0 (4)            |       |                      |                  |                  |  |               |             |             |             |             |  |              |       |       |
|  | Bradford City (pen.) | 0 (4)            |       | Bradford City (pen.) | 1 (3)            |                  |  |               |             |             |             |             |  |              |       |       |
|  |                      |                  |       | Bradford City (pen.) | 1 (3)            |                  |  |               |             |             |             |             |  |              |       |       |
|  |                      | Arsenal          | 1 (2) |                      |                  |                  |  |               |             |             |             |             |  |              |       |       |
|  | Reading              | Arsenal          | 1 (2) | 5                    |                  |                  |  |               |             |             |             |             |  |              |       |       |
|  | Reading              |                  |       | 5                    |                  |                  |  |               |             |             |             |             |  |              |       |       |
|  | Arsenal (pró.)       | 7                |       |                      |                  |                  |  |               |             |             |             |             |  |              |       |       |
|  | Arsenal (pró.)       | 7                |       |                      |                  |                  |  | Bradford City | 3           | 1           | 4           |             |  |              |       |       |
|  |                      |                  |       |                      |                  |                  |  | Bradford City | 3           | 1           | 4           |             |  |              |       |       |
|  |                      | Aston Villa      | 1     | 2                    | 3                |                  |  |               |             |             |             |             |  |              |       |       |
|  | Norwich City         | Aston Villa      | 1     | 2                    | 3                | 2                |  |               |             |             |             |             |  |              |       |       |
|  | Norwich City         |                  |       |                      |                  | 2                |  |               |             |             |             |             |  |              |       |       |
|  | Tottenham Hotspur    | 1                |       |                      |                  |                  |  |               |             |             |             |             |  |              |       |       |
|  | Tottenham Hotspur    | 1                |       | Norwich City         | 1                |                  |  |               |             |             |             |             |  |              |       |       |
|  |                      |                  |       | Norwich City         | 1                |                  |  |               |             |             |             |             |  |              |       |       |
|  |                      | Aston Villa      | 4     |                      |                  |                  |  |               |             |             |             |             |  |              |       |       |
|  | Swindon Town         | Aston Villa      | 4     | 2                    |                  |                  |  |               |             |             |             |             |  |              |       |       |
|  | Swindon Town         |                  |       | 2                    |                  |                  |  |               |             |             |             |             |  |              |       |       |
|  | Aston Villa          | 3                |       |                      |                  |                  |  |               |             |             |             |             |  |              |       |       |

### Cuarta ronda
El sorteo para determinar las llaves de la cuarta ronda (octavos de final) se realizó el 26 de septiembre de 2012, después del encuentro entre Manchester United y Newcastle United. A esta ronda entran los vencedores de las llaves de la tercera fase, que se enfrentarán los días 30 y 31 de octubre.
| 30 de octubre de 2012 19:45 | Swindon Town   | 2:3 (0:2) | Aston Villa                      | County Ground, Swindon                                     |                                                            |
|                             | Storey 78' 81' | Reporte   | Benteke 30' 90' · Agbonlahor 39' | Asistencia: 14.434 espectadores Árbitro(s): Stuart Attwell | Asistencia: 14.434 espectadores Árbitro(s): Stuart Attwell |

| 30 de octubre de 2012 19:45 | Wigan Athletic                   | 0:0 (t. s.)(2 – 4 p.)      | Bradford City                      | DW Stadium, Wigan                                      |                                                        |
|                             |                                  | Reporte                    |                                    | Asistencia: 11.777 espectadores Árbitro(s): Roger East | Asistencia: 11.777 espectadores Árbitro(s): Roger East |
|                             |                                  | Tiros desde el punto penal |                                    |                                                        |                                                        |
|                             | Jones · Watson · Maloney · Gómez |                            | Doyle · G. Jones · Darby · Connell |                                                        |                                                        |

| 30 de octubre de 2012 19:45 | Leeds United                                 | 3-0 (1:0) | Southampton | Elland Road, Leeds                                    |                                                       |
|                             | Tonge 35' · Diouf 88' · Becchio 90+3' (pen.) | Reporte   |             | Asistencia: 17.002 espectadores Árbitro(s): Chris Foy | Asistencia: 17.002 espectadores Árbitro(s): Chris Foy |

| 30 de octubre de 2012 19:45 | Reading                                                                           | 5:7 (4:4; 4:1) (t. s.) | Arsenal                                                                       | Madejski Stadium, Reading                                |                                                          |
|                             | Roberts 12' · Koscielny 18' (a.g.) · Leigertwood 20' · Hunt 37' · Pogrebnyak 115' | Reporte                | Walcott 45+2' 90+5' 120+1' · Giroud 64' · Koscielny 89' · Chamakh 103' 120+3' | Asistencia: 23.980 espectadores Árbitro(s): Kevin Friend | Asistencia: 23.980 espectadores Árbitro(s): Kevin Friend |

| 30 de octubre de 2012 19:45 | Sunderland | 0:1 (0:1) | Middlesbrough | Stadium of Light, Sunderland                          |                                                       |
|                             |            | Reporte   | McDonald 39'  | Asistencia: 32.535 espectadores Árbitro(s): Phil Dowd | Asistencia: 32.535 espectadores Árbitro(s): Phil Dowd |

| 31 de octubre de 2012 19:45 | Chelsea                                                                               | 5:4 (3:3; 1:2) (t. s.) | Manchester United                                | Stamford Bridge, Londres                              |                                                       |
|                             | David Luiz 31' (pen.) · Cahill 52' · Hazard 90' (pen.) · Sturridge 97' · Ramires 116' | Reporte                | Giggs 22' 116' (pen.) · Hernández 43' · Nani 59' | Asistencia: 41.126 espectadores Árbitro(s): Lee Mason | Asistencia: 41.126 espectadores Árbitro(s): Lee Mason |

| 31 de octubre de 2012 19:45 | Norwich City                        | 2:1 (0:0) | Tottenham Hotspur | Carrow Road, Norwich                                      |                                                           |
|                             | Vertonghen 84' (a.g.) · Jackson 87' | Reporte   | Bale 66'          | Asistencia: 16.465 espectadores Árbitro(s): Jonathan Moss | Asistencia: 16.465 espectadores Árbitro(s): Jonathan Moss |

| 31 de octubre de 2012 20:00 | Liverpool  | 1:3 (0:1) | Swansea City                         | Anfield, Liverpool                                      |                                                         |
|                             | Suárez 76' | Reporte   | Chico 34' · Dyer 72' · de Guzmán 90' | Asistencia: 37.521 espectadores Árbitro(s): Lee Probert | Asistencia: 37.521 espectadores Árbitro(s): Lee Probert |

### Cuartos de final
El sorteo se realizó luego del encuentro entre Chelsea y Manchester United de la ronda previa. Bradford City es el único equipo de la Football League Two que accedió a esta etapa. Los encuentros se disputaron en la semana del 10 de diciembre de 2012. El partido entre Leeds United y Chelsea se jugó el 19 de diciembre de 2012 debido a la participación de los Blues en la Copa Mundial de Clubes de la FIFA 2012.
| 11 de diciembre de 2012 19:45 | Norwich City | 1:4 (1:1) | Aston Villa                                | Carrow Road, Norwich                                       |                                                            |
|                               | Morison 19'  | Reporte   | Holman 21' · Weimann 79' 85' · Benteke 90' | Asistencia: 26.142 espectadores Árbitro(s): Michael Oliver | Asistencia: 26.142 espectadores Árbitro(s): Michael Oliver |

| 11 de diciembre de 2012 19:45 | Bradford City                                 | 1:1 (1:1; 1:0) (t. s.)(3:2 p.) | Arsenal                                                       | Valley Parade, Bradford                               |                                                       |
|                               | Thompson 16'                                  | Reporte                        | Vermaelen 88'                                                 | Asistencia: 23.971 espectadores Árbitro(s): Mike Dean | Asistencia: 23.971 espectadores Árbitro(s): Mike Dean |
|                               |                                               | Tiros desde el punto penal     |                                                               |                                                       |                                                       |
|                               | Doyle · G. Jones · Darby · Connell · R. Jones |                                | Cazorla · Chamakh · Wilshere · Oxlade-Chamberlain · Vermaelen |                                                       |                                                       |

| 12 de diciembre de 2012 19:45 | Swansea City     | 1:0 (0:0) | Middlesbrough | Liberty Stadium, Swansea                                |                                                         |
|                               | Hines 81' (a.g.) | Reporte   |               | Asistencia: 15.048 espectadores Árbitro(s): Lee Probert | Asistencia: 15.048 espectadores Árbitro(s): Lee Probert |

| 19 de diciembre de 2012 19:45 | Leeds United | 1:5 (1:0) | Chelsea                                                       | Elland Road, Leeds         |                            |
|                               | Becchio 37'  | Reporte   | Mata 47' · Ivanović 64' · Moses 66' · Hazard 81' · Torres 84' | Árbitro(s): Andre Marriner | Árbitro(s): Andre Marriner |

### Semifinal
El sorteo para determinar las llaves se realizó el 19 de diciembre de 2012 y esta vez se jugaron partidos de ida y vuelta en enero de 2013.
| 8 de enero de 2013 19:45 | Bradford City                        | 3:1 (1:0) | Aston Villa | Valley Parade, Bradford                                 |                                                         |
|                          | Wells 19' · McArdle 77' · McHugh 88' | Reporte   | Weimann 82' | Asistencia: 22.245 espectadores Árbitro(s): Howard Webb | Asistencia: 22.245 espectadores Árbitro(s): Howard Webb |

| 9 de enero de 2013 19:45 | Chelsea | 0:2 (0:1) | Swansea City           | Stamford Bridge, Londres                                   |                                                            |
|                          |         | Reporte   | Michu 39' · Graham 90' | Asistencia: 40.172 espectadores Árbitro(s): Anthony Taylor | Asistencia: 40.172 espectadores Árbitro(s): Anthony Taylor |

| 22 de enero de 2013 19:45 | Aston Villa               | 2:1 (1:0) | Bradford City | Villa Park, Birmingham                                |                                                       |
|                           | Benteke 24' · Weimann 89' | Reporte   | Hanson 55'    | Asistencia: 40.193 espectadores Árbitro(s): Phil Dowd | Asistencia: 40.193 espectadores Árbitro(s): Phil Dowd |

| 23 de enero de 2013 19:45                                                                         | Swansea City | 0:0     | Chelsea | Liberty Stadium, Swansea                              |                                                       |
|                                                                                                   |              | Reporte |         | Asistencia: 19.506 espectadores Árbitro(s): Chris Foy | Asistencia: 19.506 espectadores Árbitro(s): Chris Foy |
| Eden Hazard fue expulsado en la recta final del partido por darle una patada a un alcanzapelotas. |              |         |         |                                                       |                                                       |

### Final
La final de la copa se decidió entre Swansea City que derrotó a Chelsea y el Bradford City que venció al Aston Villa. Se disputó el 24 de febrero de 2013 en el Estadio Wembley.
| 12         | Guardameta     | Matt Duke      |     |
| 2          | Defensa        | Stephen Darby  |     |
| 23         | Defensa        | Rory McArdle   |     |
| 16         | Defensa        | Carl McHugh    |     |
| 27         | Defensa        | Curtis Good    | 46' |
| 11         | Centrocampista | Garry Thompson | 73' |
| 24         | Centrocampista | Nathan Doyle   |     |
| 18         | Centrocampista | Gary Jones     |     |
| 14         | Centrocampista | Will Atkinson  |     |
| 9          | Delantero      | James Hanson   |     |
| 21         | Delantero      | Nahki Wells    | 57' |
| Entrenador | Entrenador     | Phil Parkinson |     |

| 25         | Guardameta     | Gerhard Tremmel    |     |
| 22         | Defensa        | Àngel Rangel       |     |
| 24         | Defensa        | Ki Sung-Yong       | 63' |
| 6          | Defensa        | Ashley Williams    |     |
| 33         | Defensa        | Ben Davies         | 84' |
| 12         | Centrocampista | Nathan Dyer        | 77' |
| 7          | Centrocampista | Leon Britton       |     |
| 20         | Centrocampista | Jonathan de Guzmán |     |
| 11         | Centrocampista | Pablo Hernández    |     |
| 15         | Centrocampista | Wayne Routledge    |     |
| 9          | Delantero      | Michu              |     |
| Entrenador | Entrenador     | Michael Laudrup    |     |

| 5  | Defensa    | Andrew Davies  | 46' |
| 1  | Guardameta | Jon McLaughlin | 57' |
| 20 | Delantero  | Zavon Hines    | 73' |

| 16 | Defensa        | Garry Monk       | 63' |
| 14 | Centrocampista | Roland Lamah     | 77' |
| 21 | Defensa        | Dwight Tiendalli | 84' |

|  |

| Anotado         | 16'   | Nathan Dyer        | 0-1 |
| Anotado         | 40'   | Michu              | 0-2 |
| Anotado         | 48'   | Nathan Dyer        | 0-3 |
| Anotado · Penal | 59'   | Jonathan de Guzmán | 0-4 |
| Anotado         | 90+1' | Jonathan de Guzmán | 0-5 |

| Expulsado | 56' | Matt Duke |

| Amonestado | 38' | Ki Sung-Yong |

| Árbitro:             | Kevin Friend   |
| Árbitros asistentes: | Stuart Burt    |
| Árbitros asistentes: | Scott Ledger   |
| Cuarto árbitro:      | Michael Oliver |
| Reporte              |                |

| 12         | Guardameta     | Matt Duke      |     |
| 2          | Defensa        | Stephen Darby  |     |
| 23         | Defensa        | Rory McArdle   |     |
| 16         | Defensa        | Carl McHugh    |     |
| 27         | Defensa        | Curtis Good    | 46' |
| 11         | Centrocampista | Garry Thompson | 73' |
| 24         | Centrocampista | Nathan Doyle   |     |
| 18         | Centrocampista | Gary Jones     |     |
| 14         | Centrocampista | Will Atkinson  |     |
| 9          | Delantero      | James Hanson   |     |
| 21         | Delantero      | Nahki Wells    | 57' |
| Entrenador | Entrenador     | Phil Parkinson |     |

| 25         | Guardameta     | Gerhard Tremmel    |     |
| 22         | Defensa        | Àngel Rangel       |     |
| 24         | Defensa        | Ki Sung-Yong       | 63' |
| 6          | Defensa        | Ashley Williams    |     |
| 33         | Defensa        | Ben Davies         | 84' |
| 12         | Centrocampista | Nathan Dyer        | 77' |
| 7          | Centrocampista | Leon Britton       |     |
| 20         | Centrocampista | Jonathan de Guzmán |     |
| 11         | Centrocampista | Pablo Hernández    |     |
| 15         | Centrocampista | Wayne Routledge    |     |
| 9          | Delantero      | Michu              |     |
| Entrenador | Entrenador     | Michael Laudrup    |     |

| 5  | Defensa    | Andrew Davies  | 46' |
| 1  | Guardameta | Jon McLaughlin | 57' |
| 20 | Delantero  | Zavon Hines    | 73' |

| 16 | Defensa        | Garry Monk       | 63' |
| 14 | Centrocampista | Roland Lamah     | 77' |
| 21 | Defensa        | Dwight Tiendalli | 84' |

|  |

| Anotado         | 16'   | Nathan Dyer        | 0-1 |
| Anotado         | 40'   | Michu              | 0-2 |
| Anotado         | 48'   | Nathan Dyer        | 0-3 |
| Anotado · Penal | 59'   | Jonathan de Guzmán | 0-4 |
| Anotado         | 90+1' | Jonathan de Guzmán | 0-5 |

| Expulsado | 56' | Matt Duke |

| Amonestado | 38' | Ki Sung-Yong |

| Árbitro:             | Kevin Friend   |
| Árbitros asistentes: | Stuart Burt    |
| Árbitros asistentes: | Scott Ledger   |
| Cuarto árbitro:      | Michael Oliver |
| Reporte              |                |

|                                |
| Bandera de Gales               |
| Campeón Swansea City 1° título |

## Goleadores
| Theo Walcott       | Arsenal           | 5 |
| Christian Benteke  | Aston Villa       | 4 |
| Andreas Weimann    | Aston Villa       | 4 |
| Gabriel Agbonlahor | Aston Villa       | 3 |
| Charlie Austin     | Burnley           | 3 |
| Luciano Becchio    | Leeds United      | 3 |
| Mauro Boselli      | Wigan Athletic    | 3 |
| James Collins      | Swindon Town      | 3 |
| Jonathan de Guzmán | Swansea City      | 3 |
| Nathan Dyer        | Swansea City      | 3 |
| Danny Graham       | Swansea City      | 3 |
| James McClean      | Sunderland        | 3 |
| Michu              | Swansea City      | 3 |
| Pável Pogrebnyak   | Reading           | 3 |
| Nahki Wells        | Bradford City     | 3 |
| Nicky Wroe         | Preston North End | 3 |
| Referencia: ESPN   |                   |   |

## Máximos asistentes
| Andréi Arshavin     | Arsenal              | 5 |
| Michael Jacobs      | Derby County         | 5 |
| Gary Jones          | Bradford City        | 5 |
| Christian Benteke   | Aston Villa          | 4 |
| Juan Mata           | Chelsea              | 4 |
| Andy Williams       | Swindon Town         | 4 |
| Darren Ambrose      | Birmingham City      | 3 |
| Anderson            | Manchester United    | 3 |
| Chris Brunt         | West Bromwich Albion | 3 |
| Jonathan de Guzmán  | Swansea City         | 3 |
| Jay Emmanuel-Thomas | Ipswich Town         | 3 |
| Chris Gunter        | Reading              | 3 |
| Stephen Ireland     | Aston Villa          | 3 |
| James McEveley      | Swindon Town         | 3 |
| Victor Moses        | Chelsea              | 3 |
| Wayne Routledge     | Swansea City         | 3 |
| Theo Walcott        | Arsenal              | 3 |
| Referencia: ESPN    |                      |   |